# Xabier Azkargorta
Francisco Xabier Azkargorta Uriarte (* 26. September 1953 in Azpeitia, Baskenland, Spanien), besser bekannt unter seinem Kurznamen Xabier Azkargorta, ist ein ehemaliger spanischer Fußballtrainer und -spieler, der Nationaltrainer von Bolivien und Chile war.

## Biografie
Der gebürtige Baske begann seine Karriere in der Jugendmannschaft von Real Sociedad San Sebastián und wechselte 1971 zu Athletic Bilbao, wo er seine gesamte Profikarriere verbrachte. Diese musste er aufgrund einer schweren Verletzung im rechten Knie bereits 1977 beenden. Sein größter Erfolg mit Bilbao war der Gewinn der Copa del Rey 1973.
Anschließend war der auch unter dem Spitznamen el Bigotón bekannte Azkargota als Trainer diverser Vereins- und Nationalmannschaften tätig, bevor er erstmals 2003 ins Management wechselte.
Nachdem er zwischen 1978 und 1980 die Jugendmannschaft des baskischen CD Lagun Onak, für die nächsten zwei Jahre den ebenfalls im Baskenland beheimateten CD Aurrerá de Vitoria und in der Saison 1982/83 den katalanischen Club Gimnàstic de Tarragona betreut hatte, wurde ihm 1983 beim RCD Espanyol erstmals ein Trainerjob bei einem Erstligisten angeboten. Nach weiteren Stationen bei Real Valladolid, beim FC Sevilla und beim CD Teneriffa verließ er Spanien, um die Nationalmannschaften von Bolivien (1993–94) und Chile (1995–96) zu betreuen. Danach wurde er von dem japanischen Erstligisten Yokohama Marinos verpflichtet, den er in der Saison 1997/98 betreute.
Einer seiner größten Erfolge als Trainer war die WM-Teilnahme Boliviens 1994. In der Qualifikationsrunde hatte Bolivien den haushohen Favoriten Brasilien in der Höhe von La Paz mit 2:0 besiegt und in der Endabrechnung nur einen Punkt weniger erzielt als der Gruppensieger Brasilien. Außerdem erzielte Bolivien 22 Tore (davon allein 14 in den beiden Spielen gegen Venezuela) und somit zwei mehr als die Brasilianer. Im letzten Vorrundengruppenspiel bei der WM 1994 traf Bolivien übrigens auf Azkargortas Heimatland Spanien und verlor mit 1:3.
2003 erhielt el Bigotón Azkargorta einen Vertrag bei Real Madrid und wurde nach Mexiko geschickt, um die dort neu errichtete Sportschule von Real Madrid zu betreuen. Zwei Jahre später bot ihm der mexikanische Verein Chivas Guadalajara während der Apertura 2005 das Amt des Cheftrainers seiner ersten Mannschaft an. Dort hatte Azkargorta lediglich ein dreimonatiges Gastspiel. Er führte die Mannschaft durch die letzten zwölf Spiele des Winterturniers der Saison 2005/06, in denen diese jedoch nur elf Punkte erzielen konnte und er unmittelbar nach Saisonende entlassen wurde.
Real Madrid, das zu jener Zeit gerade ein Kooperationsabkommen mit einigen chinesischen Vereinen abgeschlossen hatte, holte Azkargorta zurück an Bord und vertraute ihm die sportliche Leitung von Beijing Guoan an.
Seit Juli 2008 war Xabier Azkargorta als Sportdirektor des FC Valencia unter Vertrag.
Im August 2012 übernahm er erneut den Posten des bolivianischen Nationaltrainers.